# ويليام فريدريك بول
ويليام فريدريك بول، هو مؤرخ وأمين مكتبة أمريكي، ولد في 24 ديسمبر 1821 في سالم في الولايات المتحدة، وتوفي في 1 مارس 1894.

## وصلات خارجية
- ويليام فريدريك بول على موقع الموسوعة البريطانية (الإنجليزية)